# Pontius von Melgueil
Pontius von Melgueil (Pons de Melgueil – heute Mauguio im Département Hérault) († 29. Dezember 1126) war ab 1109 der siebte Abt von Cluny.
Er stammte aus einer Familie des Languedoc (siehe Grafschaft Melgueil), die zum Umfeld der Grafen von Toulouse gehörte. Er war Laienbruder in Saint-Pons-de-Thomières, dann Prior in Saint-Martial in Limoges und wurde schließlich Abt von Cluny.
Pontius von Melgueil zeichnete sich durch außergewöhnliche administrative Fähigkeiten aus. Er spielte eine wesentliche Rolle in den diplomatischen Beziehungen zwischen dem Papst und dem Kaiserreich. 
Nach den späteren Nachrichten soll Pontius von Kalixt II. zum Kardinal ernannt worden sein. Diese Behauptung beruht jedoch nur auf der schlechten Interpretation einer Notiz aus dem Briefe eines Mönches Hugo an Abt Pontius; in allen urkundlichen Zeugnissen, die überliefert sind, ist er nirgends als Kardinal bezeichnet. 
1122 gab er sein Abtsamt an den Papst zurück und begab sich auf eine Pilgerreise nach Jerusalem.
1123/1124 kehrte Pontius vom Hl. Land zurück. Er ging nach Cluny und beansprucht bewaffnet von neuem resp. noch immer das Amt des Abtes. Papst Honorius II. sprach darauf den Bann gegen Pontius und „die Pontianer“ aus. Darauf antwortete Pontius laut Petrus Venerabilis, dass kein Lebender, lediglich Petrus im Himmel ihn bannen könne. Schließlich wurde Pontius verhaftet und eingekerkert. Er starb in Gefangenschaft. Trotz seines Verhaltens wurden ihm ein ehrenhaftes Begräbnis und ein Eintrag in den Totenbüchern der cluniacensischen Klöstern (in der Form, in welcher Äbte den Eintrag erhielten) zuteil.